# تابانوویچ (میونیتسا)
تابانوویچ (به صربی: Tabanović) یک منطقهٔ مسکونی در صربستان است که در میونیتسا واقع شده‌است.